# Jonas Liwing
Jonas Liwing (* 29. Januar 1983 in Stockholm) ist ein ehemaliger schwedischer Eishockeyspieler auf der Position des Verteidigers, der von 2014 bis 2016 für die Iserlohn Roosters und Hamburg Freezers in der Deutschen Eishockey Liga aktiv war.

## Karriere
Jonas Liwing begann beim IK Göta mit dem Eishockeyspielen und wechselte später zum AIK Ishockey. Dort spielte er ab 1999 in der Nachwuchsabteilung. Ab der Saison 2000/01 kam er in Schwedens höchster Juniorenliga J20 SuperElit zum Einsatz und zeigte hervorragende Leistungen. Liwing wurde in der Spielzeit 2001/02 punktbester Verteidiger der Liga und erreichte mit einer Plus/Minus-Bilanz von +51 den Bestwert aller Spieler.
Im folgenden Jahr gehörte er zur Profimannschaft von AIK und gab sein Debüt in der HockeyAllsvenskan. Liwing zeigte erneut seine offensiven Qualitäten und schoss acht Tore. Im nächsten Jahr wurde er erneut punktbester Verteidiger seiner Mannschaft. Zur Saison 2004/05 wechselte Liwing zum Ligakonkurrenten IK Oskarshamn. Dort blieb er ein Jahr und unterschrieb anschließend beim Djurgården IF aus Schwedens höchster Profiliga. Zur Saison 2006/07 verlängerte Liwing seinen Vertrag um zwei Jahre. Da er zunehmend weniger Spielzeit erhielt, wurde er im Januar 2007 an den HC Innsbruck nach Österreich ausgeliehen. Zur nächsten Spielzeit kehrte Liwing nicht nach Schweden zurück, sondern spielte auf Leihbasis für die Dragons de Rouen in der französischen Ligue Magnus. Mit seinem Team gewann er die Meisterschaft und den Ligapokal. Liwing erzielte ligaweit die meisten Scorerpunkte aller Verteidiger und wurde in das All-Star-Team berufen. Zur Saison 2008/09 wechselte er zurück zum AIK. Dort schaffte Liwing mit seiner Mannschaft 2010 den Aufstieg in die Svenska Hockeyligan. In den Jahren 2011 und 2012 qualifizierte sich AIK für die Playoffs und kam bis Halbfinale. Ab der Spielzeit 2012/13 war Liwing Assistenzkapitän seines Teams und gehörte erneut zu den offensivstärksten Verteidigern. Nachdem AIK im Vorjahr die Playoffs noch knapp verpasst hatte, stand die Mannschaft im Frühjahr 2014 auf dem letzten Tabellenplatz und musste in der Kvalserien antreten. Da nur drei von zehn Spielen gewonnen wurden, stieg Liwing mit seinem Team in die HockeyAllsvenskan ab.
Im Juli 2014 wechselte er nach Deutschland und unterschrieb einen Vertrag bei den Iserlohn Roosters aus der Deutschen Eishockey Liga, für die er in der Saison 2014/15 in 52 Partien auflief und 25 Scorerpunkte markierte. Im Mai 2015 wurde bekannt, dass der Schwede zum Ligakonkurrenten Hamburg Freezers wechselte und dort in der Spielzeit 2015/16 mit der Rückennummer 46 spielte. Nach dem Rückzug der Freezers aus der DEL 2016 kehrte Liwing in sein Heimatland zurück und spielte für verschiedene Vereine aus der zweiten schwedischen Eishockeyliga Allsvenskan. In der Saison 2019/20 lief er für die Sheffield Steelers auf, mit denen er den Challenge Cup in der Elite Ice Hockey League gewann, bevor er seine Karriere bei unterklassigen Teams in Schweden ausklingen ließ.

### International
Jonas Liwing spielte von 2000 bis 2002 für die schwedischen Junioren-Nationalmannschaften im Bereich der U17, U18 und U19-Altersklasse. Bei der U18-Junioren-Weltmeisterschaft 2001 bestritt Liwing alle sechs Spiele und erzielte zwei Scorerpunkte.

## Erfolge und Auszeichnungen
- 2008 Ligue Magnus All-Star-Team
- 2008 Französischer Meister mit den Dragons de Rouen
- 2008 Coupe de la Ligue-Gewinn mit den Dragons de Rouen
- 2010 Aufstieg in die Svenska Hockeyligan mit AIK Ishockey
- 2020 Gewinn des Challenge Cups in der EIHL mit den Sheffield Steelers

## Karrierestatistik

### International
Vertrat Schweden bei:
- U18-Junioren-Weltmeisterschaft 2001

(Legende zur Spielerstatistik: Sp oder GP = absolvierte Spiele; T oder G = erzielte Tore; V oder A = erzielte Assists; Pkt oder Pts = erzielte Scorerpunkte; SM oder PIM = erhaltene Strafminuten; +/− = Plus/Minus-Bilanz; PP = erzielte Überzahltore; SH = erzielte Unterzahltore; GW = erzielte Siegtore; 1 Play-downs/Relegation; Kursiv: Statistik nicht vollständig)